# Bronna Góra (stacja kolejowa)
Bronna Góra (biał. Бронная Гара, ros. Бронная Гора) – stacja kolejowa w miejscowości Bronna Góra, w rejonie bereskim, w obwodzie brzeskim, na Białorusi. Leży na linii Moskwa – Mińsk – Brześć. Rozpoczyna się tu linia do Białoozierska.
Przed II wojną światową był to przystanek kolejowy. W czasie wojny Niemcy wysadzali tu transporty ludności, głównie Żydów m.in. z gett w Brześciu, Berezie, Janowie, Kobryniu i Horodeczu, których następnie rozstrzeliwano w pobliskim lesie (zob. Bronna Góra). Przystanek otoczony był wtedy drutem kolczastym.